# Veckan då Roger dödades
Veckan då Roger dödades är en svensk dramadokumentär från 1981 i regi av Staffan Hildebrand.

## Handling
Den 28 februari 1981 knivdödades den sextonårige Roger Johansson på Gamla Stans tunnelbanestation under ett bråk med två jämnåriga pojkar. I media kom händelsen att kallas "Punkmordet". Filmen skildrar händelser veckan innan "punkmordet" ägde rum.

## Rollista
- Dominik Henzel - Roger, 16 år
- Joakim Schröder - Jens, 16 år
- Micha Koivunen - Magnus, 16 år
- Dan Lindhe - långhårig ABAB-vakt
- Mikael Fahlström - korthårig ABAB-vakt
- Carl-Johan Seth - Hasse, bygglärare
- Göte Ohlsson - Göte, skolhemsföreståndare
- Sebastian Håkansson
- Staffan Hildebrand - Intervjuaren